# Ctenus philippinensis
Ctenus philippinensis là một loài nhện trong họ Ctenidae.
Loài này thuộc chi Ctenus. Ctenus philippinensis được Frederick Octavius Pickard-Cambridge miêu tả năm 1897.